# Orgov
Orgov (en arménien Օրգով) est une communauté rurale du marz d'Aragatsotn, en Arménie. Elle compte 551 habitants en 2009.